# Andrena djelfensis
Espèce
Synonymes
- Andrena abstersa Pérez, 1895
- Andrena longipilis Pérez, 1895
- Andrena depressicula Pérez, 1903
- Andrena leptodactyla Pérez, 1903

Andrena djelfensis est une espèce d'insectes hyménoptères de la famille des Andrenidae.

## Distribution
Cette abeille se rencontre dans le bassin méditerranéen.
Elle a été repérée pour la première fois en France dans la réserve naturelle nationale de la forêt de la Massane par David Genoud en 2014.

## Écologie
C'est une abeille solitaire terricole et strictement méditerranéenne .

## Étymologie
Son nom d'espèce, composé de djelf[a] et du suffixe latin -ensis, « qui vit dans, qui habite », lui a été donné en référence au lieu de sa découverte, Djelfa.

## Publication originale
- Pérez, 1895 : Espèces nouvelles de mellifères de Barbarie: (Diagnoses préliminaires). Gounouilhou, p. 1-64.